# Zwartkopreiger
De zwartkopreiger (Ardea melanocephala) is een vogel uit de familie van de reigers die voorkomt in heel Afrika ten zuiden van de Sahara, behalve op Madagaskar.

## Kenmerken
De zwartkopreiger bereikt een lengte van 90 cm hoog en het heeft een spanwijdte van 150 cm . Het is even groot als de blauwe reiger en lijkt daar ook op qua uiterlijk maar is over het algemeen donkerder en de nek is langer en dunner. Zijn verenkleed is grotendeels grijs aan de bovenzijde, en bleker grijs aan de onderzijde. De kruin is zwart en dit zwart loopt door als een streep over de achterkant van de hals. Hij heeft een vrij donkere snavel.
De vlucht is langzaam, met zijn nek ingetrokken. De witte ondervleugels vallen op de vlucht. De roep is een luid gekwaak.

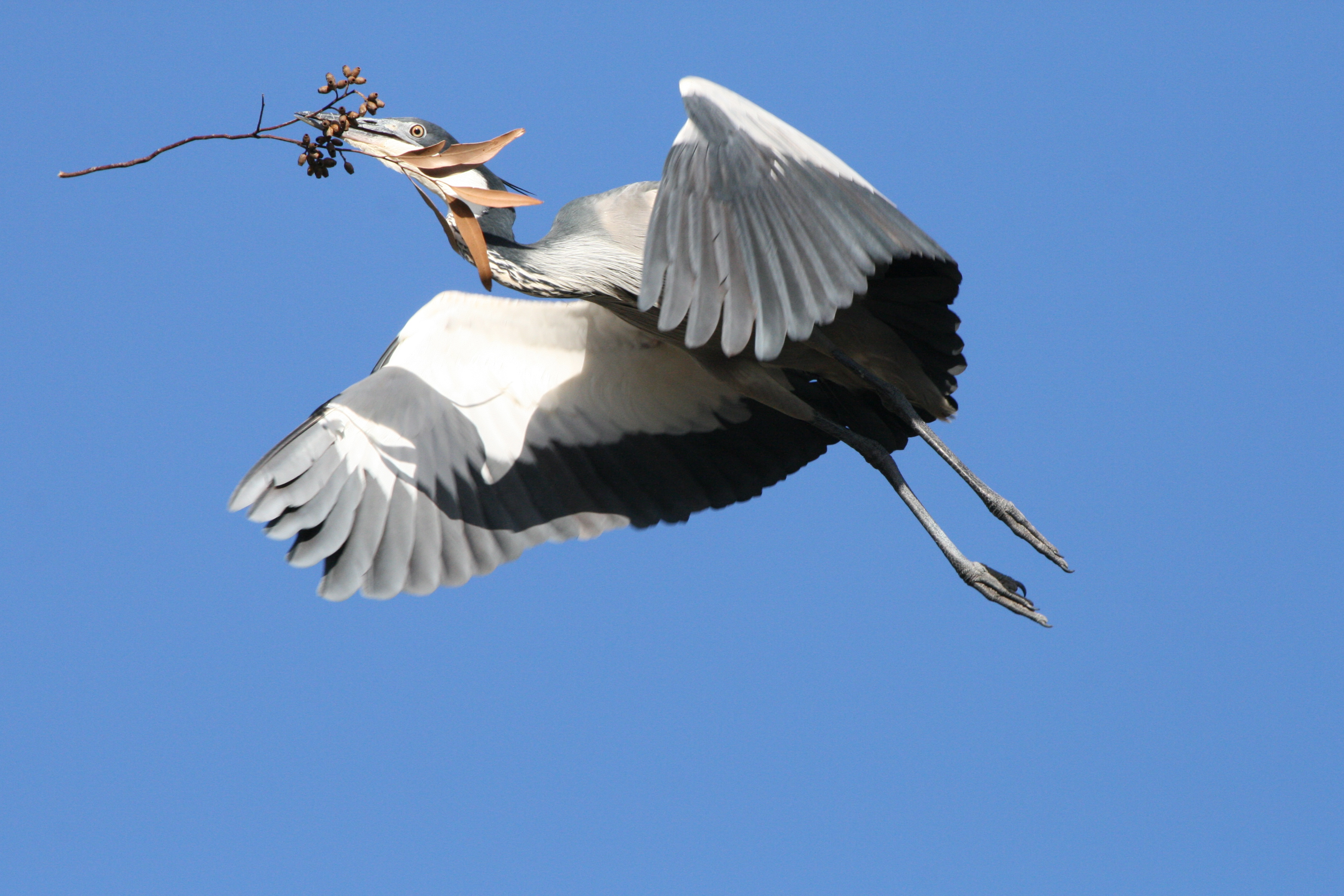
Zwartkopreiger in vlucht (lichte ondervleugels)
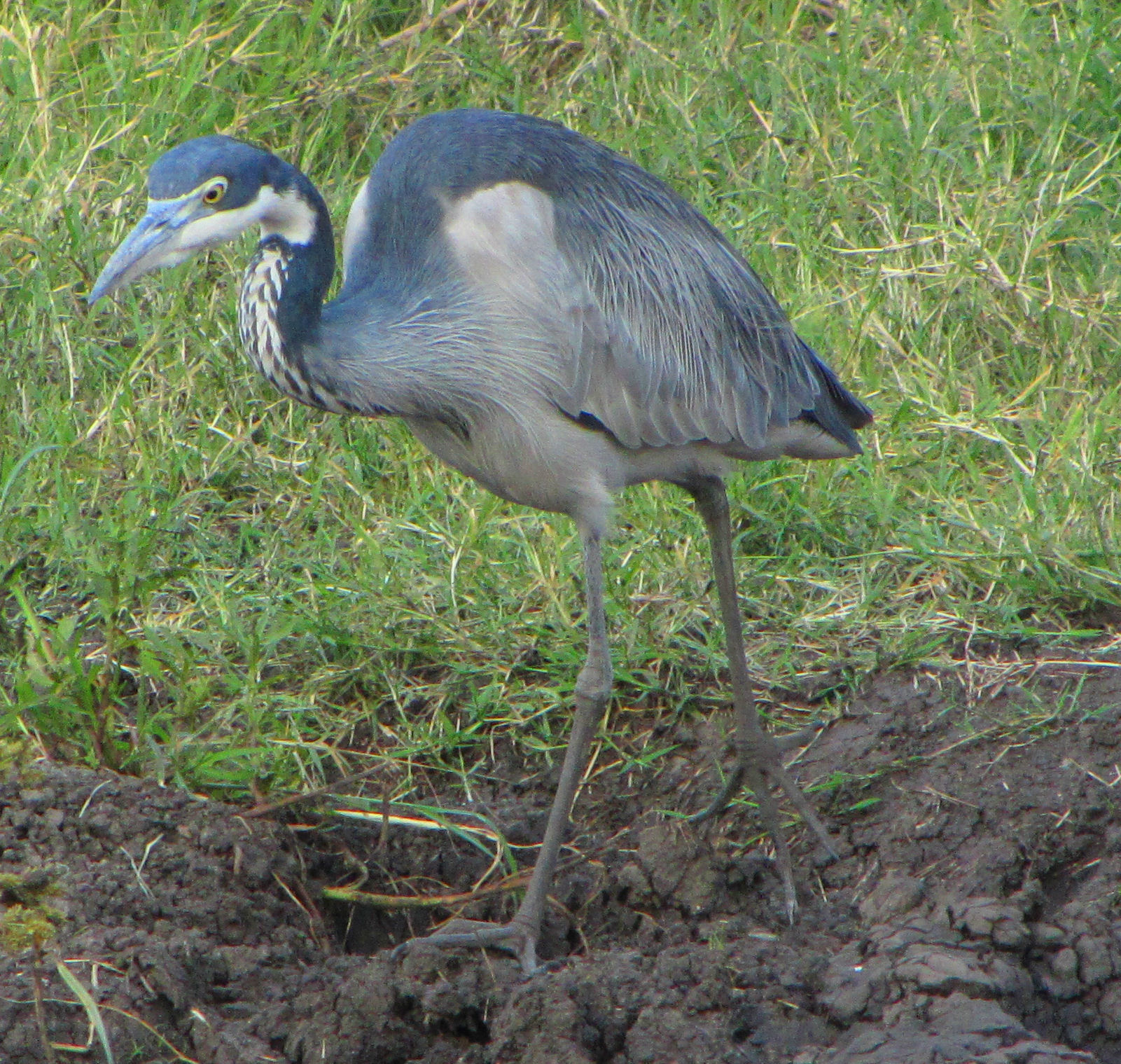

## Verspreiding en leefgebied
De zwartkopreiger komt wijdverspreid voor in Afrika ten zuiden van de Sahara. Deze reiger broedt meestal in het regenseizoen in kolonies in bomen, rietvelden of op kliffen. Hij bouwt een nest van dikke stokken en legt 2 tot 4 eieren. Hij jaagt in ondiep water op vissen of kikkers met zijn lange, scherpe snavel. Op land jaagt hij op grote insecten en kleine zoogdieren en vogels. Hij kan bewegingsloos wachten op een prooi of zijn slachtoffer langzaam besluipen.

## Status
De zwartkopreiger heeft een groot verspreidingsgebied en daardoor is de kans op de status kwetsbaar (voor uitsterven) uiterst gering. De grootte van de populatie is niet gekwantificeerd. De indruk bestaat deze soort in aantal toeneemt. Om deze redenen staat deze reiger als niet bedreigd op de Rode Lijst van de IUCN.